# Дом Т. Н. Купцова на Московской улице
Дом Т. Н. Купцова (на Московской улице) — двухэтажный каменный жилой дом купца Тимофея Никифорова Купцова в Звенигороде.

## История
Ещё в 1887 году Тимофей Купцов, тогда ещё крестьянин, просил разрешение на перестройку своего смешанного двухэтажного дома.
В результате пожара в 1893 году от дома Купцова сохранился лишь нижний этаж — его Тимофей Никифорович предложил покрыть железом и «обратить… в жилой дом». Через шесть лет, в 1899 году Купцов вновь взялся за перестройку здания: решено было достроить его на треть с запада, а также добавить второй, кирпичный, этаж. Так дом обрёл свой современный вид.
В нижнем этаже здания можно выявить нижний этаж более раннего дома, построенного до 1887 года.